# 長江哀歌
『長江哀歌』（ちょうこうエレジー、原題: 三峡好人）は、ジャ・ジャンクー監督による2006年の中国映画である。三峡ダム建設により水没する古都に住む人々が描かれる。製作は上海フィルム・スタジオとエクストリーム・ピクチャーズが共同で行った
2006年9月5日に第63回ヴェネツィア国際映画祭コンペティション部門でプレミア上映され、同映画祭の最高賞である金獅子賞を受賞した。2007年度第81回キネマ旬報ベスト・テン外国映画1位。

## あらすじ
中国の大河・長江の三峡では、三峡ダム建設計画が進められていて、周辺の多くの町が湖底に沈みゆく運命にある。
山西省で炭鉱夫をするサンミンは、16年前に別れた妻ヤオメイと娘を探すために三峡の街・奉節にやってくる。知り得た住所を訪ねると、そこは既に湖底に沈んでいた。ヤオメイの兄を訪ねると、彼女は南の方で働いているがこの地にいればいずれ会えると言われ、その言葉を信じてこの街に留まることにする。仕事は、沈む街の建物解体作業で、その作業場で気のいいチンピラのマークと親しくなる。
時を同じくして、シェン・ホンという看護師の女性が奉節の港に降り立つ。山西省から来た彼女は、三峡の工場に働きに出たまま2年も音信がない夫グォ・ビンを探している。
シェン・ホンは、夫グォ・ビンの友人のトンミンを訪ね、夫の今の職場に案内されるが夫は不在で、住民の立ち退きを強制する仕事をしているらしい。そして女性経営者といい仲らしいという情報を得る。夫が経営しているという社交ダンス場に出向くと、そこは長江に架かる大橋が一望できる場所だった。
翌朝、シェン・ホンはグォ・ビンと再会を果たすが、夫の不倫に怒り心頭の彼女は夫を無視し、あげく「好きな人が出来て、その人と上海に行く」と言って離婚を切り出す。シェン・ホンは一人船に乗り三峡を離れた。
一方その頃、奉節で建物解体の仕事をしているサンミンは、親友のマークを解体現場の事故で失い遺体を長江に見送った。
その直後、サンミンは義兄からヤオメイの居場所が分かったという連絡を受け会いに行く。しかし、ヤオメイは義兄が作った多額の借金のカタとして、義兄に金を貸した船主の元で働かされているという。その船主の男に会い、連れて帰りたいと伝えるが、船主はそれなら貸した金を返せと要求する。サンミンは金を作るため山西省に戻って再び炭鉱で働くことを決意して、奉節の町を去った。

## キャスト
- ハン・サンミン
- チャオ・タオ
- リー・チュウビン
- ワン・ホンウェイ
- マー・リーチェン
- チョウ・リン（英語版）
- ホァン・ヨン

## 製作
撮影は奉節県で高精細度ビデオを用いて行われた。

## 受賞とノミネート
| 映画祭・賞                   | 部門         | 候補             | 結果       |
| ---------------------------- | ------------ | ---------------- | ---------- |
| ヴェネツィア国際映画祭       | 金獅子賞     | ジャ・ジャンクー | 受賞       |
| アジア・フィルム・アワード   | 作品賞       | 『長江哀歌』     | ノミネート |
| アジア・フィルム・アワード   | 監督賞       | ジャ・ジャンクー | 受賞       |
| アジア・フィルム・アワード   | 作曲賞       | リン・チャン     | ノミネート |
| ロサンゼルス映画批評家協会賞 | 外国語映画賞 | 『長江哀歌』     | 受賞       |
| ロサンゼルス映画批評家協会賞 | 撮影賞       | ユー・リクウァイ | 受賞       |